# Championnats du monde de cyclisme sur route 1923
Navigation
Liverpool 1922 Paris 1924
Les championnats du monde de cyclisme sur route 1923 ont eu lieu le 25 août 1923 à Zurich en Suisse.

## Déroulement
Comme en 1921 et 1922, une seule épreuve ouverte aux amateurs est au programme, les professionnels n'étant pas assez nombreux à l'époque pour avoir leur course.
La course est tracée sur 164 kilomètres. Le champion du monde est l'Italien Libero Ferrario, âgé de 22 ans. Il s'impose à une moyenne de 32,8 kilomètres par l'heure. Il s'impose au sprint dans un groupe de sept coureurs et se sont deux coureurs locaux qui complètent le podium.

## Résultats
| Épreuves :                          | Or                     | Or                 | Argent                     | Argent | Bronze                 | Bronze |
| Amateurs                            |                        |                    |                            |        |                        |        |
| Hommes - amateurs - course en ligne | Libero Ferrario Italie | en 5 h 00 min 25 s | Othmar Eichenberger Suisse | à 0 s  | Georges Antenen Suisse | à 0 s  |

## Tableau des médailles
| Rang  | Nation | Or | Argent | Bronze | Total |
| ----- | ------ | -- | ------ | ------ | ----- |
| 1     | Italie | 1  | 0      | 0      | 1     |
| 2     | Suisse | 0  | 1      | 1      | 2     |
| Total | Total  | 1  | 1      | 1      | 3     |